# Houston Art Car Parade

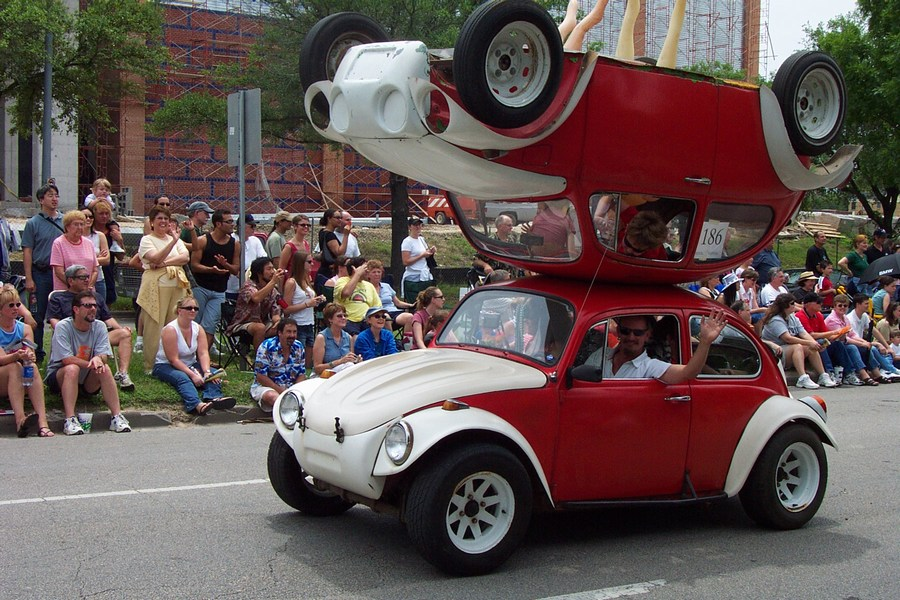
2004 Parade entry

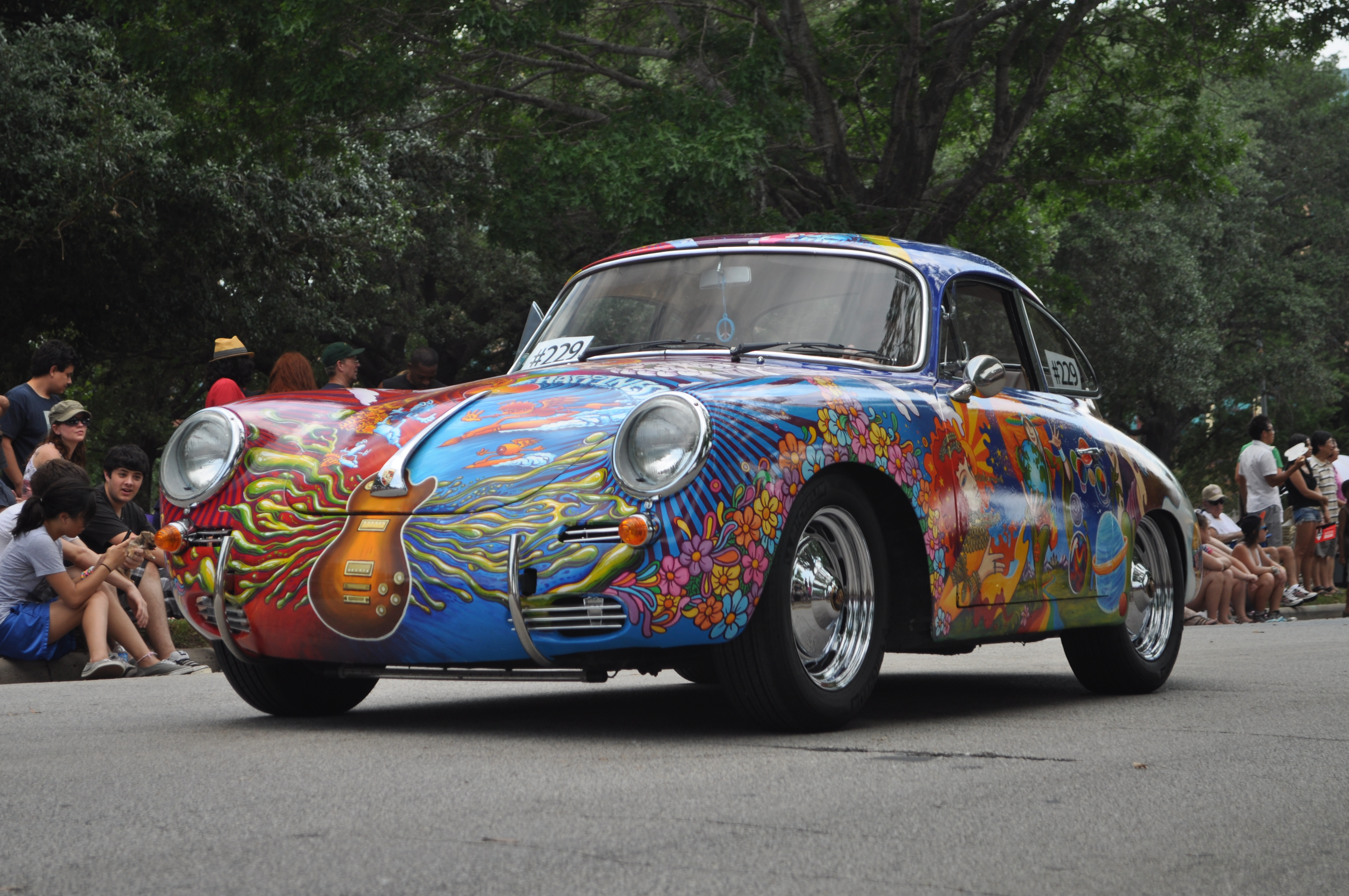
2011 Parade Entry

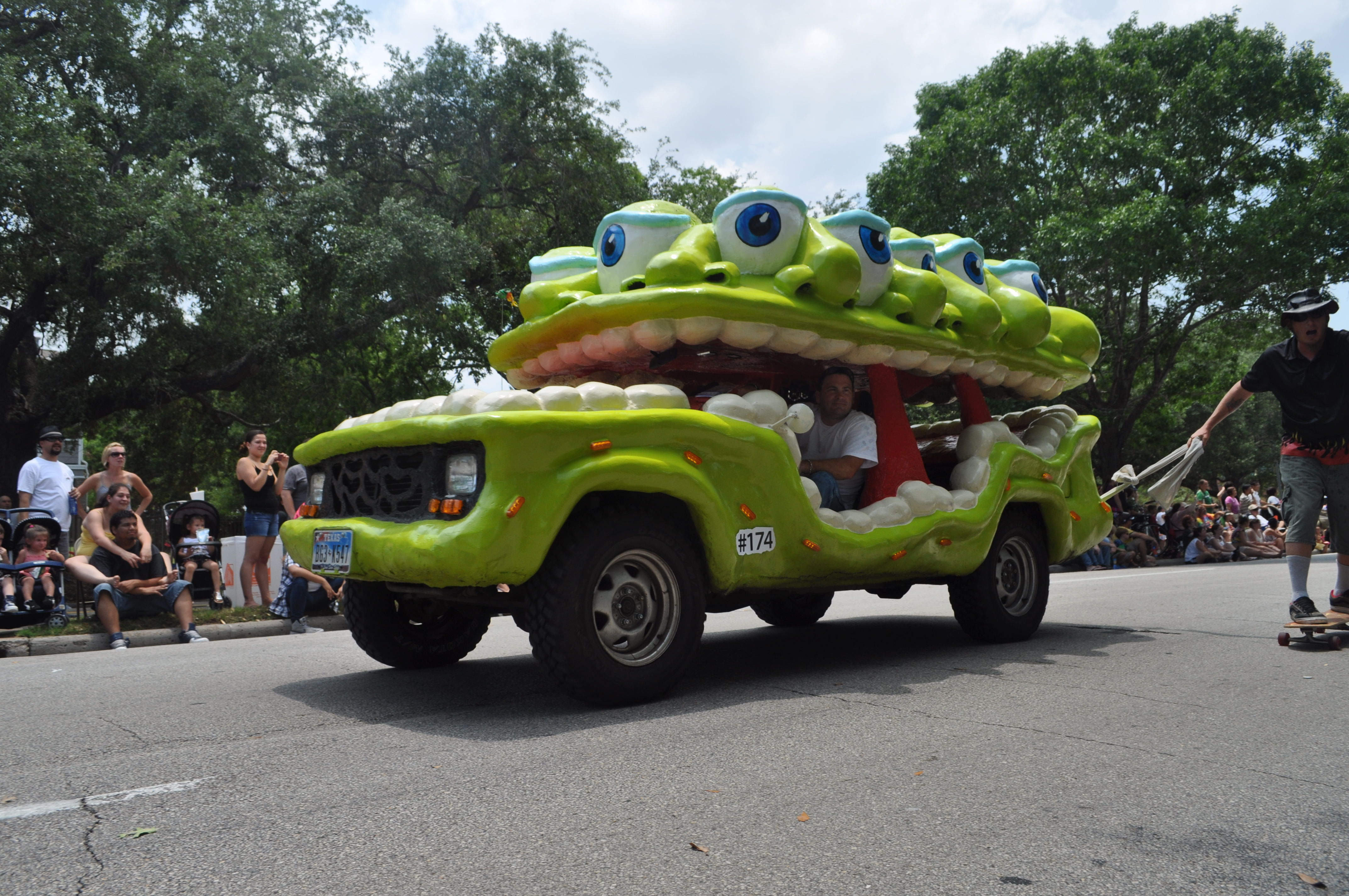
2011 Parade Entry

El Houston Art Car Parade desfiles de auto es un evento anual en Houston, Texas. Es un desfile de arte que presume cualquier expresión artística sobre ruedas. Es el primer y más grande desfile de coches de arte en el mundo. Los espectadores verán cochess, bicicletas, motos, y otros tipos de vehículos motorizados, pero todos adornados en temas variadas.  También hay coches clásicos y modificados.  El desfile ha sido una tradición de Houston desde 1988 cuando 40 vehículos decorados destacaron en el desfile Festival Internacional de Houston.  El primer desfile de coches adornados llevó a cabo en el 14 de mayo de 1986 cuando 11 vehículos participaba en un desfile a lo largo de bulevar Montrose, cerca del centro.  En años recientes, el desfile ha estado en Allen Parkway. El desfile del 2004 estrenaban 250 coches con unos 100,000 gente observando. Había más que 260 competidores en el desfile de 2006.  El desfile de 2007 tenía 282 coches. En el 28 de noviembre de 2009, el desfile fue iluminado, con el apodo Glowarama. Dan Aykroyd funcionó como el maestro de ceremonia para el desfile de 2010.

### Colecciones de imágenes
- 2011 Parade (679 photos)
- 2005 Parade (120 photos)
- 2004 Parade (55 photos)
- Art Car Museum Archivado el 22 de marzo de 2015 en Wayback Machine.

- Datos: Q5916374